# Fred Osam-Duodu
Fred Osam-Duodu (Accra, 4 giugno 1938 – 4 ottobre 2016) è stato un allenatore di calcio ghanese.

## Carriera
Fu sempre il commissario tecnico di squadre Nazionali, specialmente quello del Ghana, con il quale conquistò la Coppa d'Africa nel 1978.

## Palmarès

### Allenatore
- Coppa d'Africa: 1

Ghana: 1978